# Afraid of Heights (album, Billy Talent)
Afraid of Heights je páté studiové album kanadské punkrockové kapely Billy Talent. Bylo vydáno 29. června 2016 přes Warner Music Canada a Atlantic Records, téměř čtyři roky od vydání předchozího alba Dead Silence z roku 2012.

## Seznam skladeb
| Seznam písní alba Afraid of Heights | Seznam písní alba Afraid of Heights        | Seznam písní alba Afraid of Heights |
| Pořadí                              | Název                                      | Délka                               |
| ----------------------------------- | ------------------------------------------ | ----------------------------------- |
| 1.                                  | Big Red Gun                                | 3:17                                |
| 2.                                  | Afraid of Heights                          | 3:45                                |
| 3.                                  | Ghost Ship of Cannibal Rats                | 3:39                                |
| 4.                                  | Louder than the DJ                         | 3:21                                |
| 5.                                  | The Crutch                                 | 4:15                                |
| 6.                                  | Rabbit Down the Hole                       | 6:03                                |
| 7.                                  | Time-Bomb Ticking Away                     | 3:22                                |
| 8.                                  | Leave Them All Behind                      | 4:53                                |
| 9.                                  | Horses & Chariots                          | 3:35                                |
| 10.                                 | This is Our War                            | 4:02                                |
| 11.                                 | February Winds                             | 4:19                                |
| 12.                                 | Afraid of Heights (Reprise)                | 4:23                                |
| 13.                                 | Half Past Dead (Japonská bonusová skladba) | 3:28                                |

### Deluxe edition bonus disc
| Pořadí | Název                              | Délka |
| ------ | ---------------------------------- | ----- |
| 1.     | Big Red Gun (demo)                 | 3:17  |
| 2.     | Afraid of Heights (demo)           | 3:45  |
| 3.     | Ghost Ship of Cannibal Rats (demo) | 3:41  |
| 4.     | Louder than the DJ (demo)          | 3:26  |
| 5.     | The Crutch (demo)                  | 4:15  |
| 6.     | Time-Bomb Ticking Away (demo)      | 3:24  |
| 7.     | Leave Them All Behind (demo)       | 4:52  |
| 8.     | Afraid of Heights (Reprise) (demo) | 4:23  |

## Obsazení
Billy Talent
- Ben Kowalewicz - hlavní vokály
- Ian D'Sa - kytara, vokály, klavír, programování, dodatečné bicí, produkce
- Jon Gallant - basová kytara, doprovodné vokály
- Aaron Solowoniuk - bicí (jen u "Leave Them All Behind (demo)")

Hosté
- Jordan Hastings - bicí

## Afraid of Heights turné
Afraid of Height Tour je koncertové turné skupiny Billy Talent, na které se skupina vydala, aby podpořila prodeje alba Afraid of Heights. Turné proběhlo v letech 2016 a 2017, přičemž zahrnovalo několik festivalů a množství měst v Kanadě, USA, Asii, Oceánii a Evropě a stále pokračuje. Skupina naplánovala i několik koncertů v Česku – 15. června 2016 zavítali do Tipsport Arény v Praze, do České republiky vrátí v srpnu 2017, vystoupí 1. srpna v Olomouci v Korunní pevnůstce a 3. srpna v areálu pivovaru Staropramen v Praze. Turné se nezúčastní Aaron Solowoniuk, protože se albu nepodílel, místo něj kapelu doprovází Jordan Hastings z kapely Alexisonfire, který pracoval na bicích na celém albu.